# Carlos (piłkarz)
Carlos, właśc. Carlos Santos de Jesus (ur. 25 lutego 1985 w São Paulo) piłkarz brazylijski grający na pozycji lewego obrońcy, obecnie zawodnik Phrae United FC.

## Życiorys

### Kariera klubowa
Carlos urodził się na przedmieściach São Paulo, w jednej z biednych dzielnic tego miasta i jak niemal każde dziecko uganiał się za piłką po ulicach. W końcu jako junior trafił do szkółki jednego z najbardziej utytułowanych klubów w mieście, São Paulo FC. W wieku 19 lat, czyli w 2004 roku został włączony do kadry pierwszego zespołu, jednak nie zagrał w lidze brazylijskiej ani jednego meczu częściej grając tylko w rezerwach klubu. Podobnie było w sezonie 2005 i Carlos ostatecznie nie zaliczył żadnego meczu w pierwszej drużynie São Paulo. Zimą 2006 został jednak wypatrzony w Brazylii przez skautów chorwackiego Dinama Zagrzeb i ostatecznie w lutym za niewielką sumę, około 40 tysięcy euro trafił do stolicy Chorwacji, podpisując kontrakt aż do 2012 roku. Tam spotkał swoich rodaków Etto, Andersona Costę oraz Eduardo mającego już chorwacki paszport. W pierwszej lidze chorwackiej Carlos zadebiutował w 20. kolejce ligowej, 25 lutego w wygranym 5:1 wyjazdowym meczu z NK Kamen Ingrad. Zmienił wówczas w 80. minucie spotkania Zorana Mamicia. Natomiast 10 maja w 31. kolejce zdobył swoją pierwszą bramkę na chorwackich boiskach – na 5:2 dla Dinama (ostatecznie drużyna z Zagrzebia wygrała mecz z Varteksem 5:3). Dinamo prowadziło w lidze przez całą rundę wiosenną i w końcu zostało mistrzem kraju. Udział Carlosa w tym sukcesie to 7 meczów i 1 strzelona bramka. W sezonie 2006/2007 Carlos walczy o miejsce w składzie z innym lewym obrońcą w zespole Hrvoje Čale, który to ociera się o kadrę reprezentacji Chorwacji oraz Mario Cvitanoviciem, jednak częściej ten brazylijski obrońca o dobrych warunkach fizycznych (mierzył 187 cm wzrostu) jest rezerwowym i wchodzi na końcówki meczów.
Następnie był zawodnikiem klubów: NK Varaždin, Shandong Luneng Taishan, NK Zagreb, Ettifaq FC, Zob Ahan Isfahan, Naft Teheran, Ratchaburi Mitr Phol FC i Al-Shorta SC.
18 grudnia 2019 podpisał kontrakt z tajskim klubem Phrae United FC.

## Statystyki

### Klubowe
| Sezon   | Klub           | Kraj      | Rozgrywki                              | Mecze | Bramki |
| ------- | -------------- | --------- | -------------------------------------- | ----- | ------ |
| 2004/05 | São Paulo FC   | Brazylia  | brazylijska Série A                    | 0     | 0      |
| 2005    | São Paulo FC   | Brazylia  | brazylijska Série A                    | 0     | 0      |
| 2005/06 | Dinamo Zagrzeb | Chorwacja | Prva hrvatska nogometna liga           | 7     | 1      |
| 2006/07 | Dinamo Zagrzeb | Chorwacja | Prva hrvatska nogometna liga           | 24    | 1      |
| 2007/08 | Dinamo Zagrzeb | Chorwacja | Prva hrvatska nogometna liga           | 15    | 1      |
| 2008/09 | Dinamo Zagrzeb | Chorwacja | Prva hrvatska nogometna liga           | -     | -      |
|         |                |           | Łącznie w Prva hrvatska nogometna liga | 45    | 3      |

## Sukcesy

### Klubowe
Dinamo Zagrzeb
- Prva hrvatska nogometna liga: 2005/2006, 2006/2007, 2007/2008, 2008/2009
- Puchar Chorwacji w piłce nożnej: 2006–07, 2007–08, 2008–09

Zob Ahan Isfahan
- Iranian Hazfi Cup: 2014–15